# Indi antimonide
Indi antimonide (InSb) là một hợp chất tinh thể có thành phần từ các nguyên tố indi (In) và antimon (Sb). Hợp chất này là chất bán dẫn có mức chênh lệch năng lượng nhỏ từ nhóm III-V được sử dụng trong các máy dò hồng ngoại, bao gồm các máy ảnh hình ảnh nhiệt, các hệ thống FLIR, hệ thống hướng dẫn tên lửa hồng ngoại và trong thiên văn học hồng ngoại.

## Lịch sử
Hợp chất liên khối này lần đầu tiên được báo cáo bởi Liu và Peretti vào năm 1951, người đã đưa ra phạm vi đồng nhất, kiểu cấu trúc, và hằng số mạng. Các phôi polycrystalline của InSb đã được Heinrich Welker điều chế vào năm 1952, mặc dù chúng không được tinh khiết bởi các tiêu chuẩn bán dẫn ngày nay. Welker quan tâm đến việc nghiên cứu một cách có hệ thống tính chất bán dẫn của các hợp chất III-V. Ông lưu ý InSb dường như có một khoảng cách băng tần trực tiếp nhỏ và khả năng di chuyển điện tử cao.  Tinh thể InSb đã được nuôi cấy bằng cách làm mát chậm từ chất lỏng tan chảy ít nhất là từ năm 1954.